# Maria Anna Victòria de Baviera
Maria Anna Victòria de Baviera (Múnic, 28 de novembre de 1660 - Versalles, 20 d'abril de 1690) va ser una princesa de Baviera, que va ser consort de Lluís, Delfí de França.
Va ser la filla gran de l'elector Ferran Maria de Baviera i d'Enriqueta Adelaida de Savoia, filla del duc Víctor Amadeu I de Savoia. La seva mare va prestar atenció a la seva formació artística i musical, i va dedicar-se tant a l'escriptura, la pintura, el cant i a tocar l'arpa. Un dels seus mestres va ser Johann Caspar von Kerll. A més, parlava diversos idiomes, l'alemany, el francès, l'italià i llegia llatí amb fluïdesa. Elisabet Carlota del Palatinat, que la va conèixer a la cort francesa, la descriu com enginyosa, amable i natural, però sembla amb molta dignitat.
Fruit de l'aliança entre Baviera i França de 17 de febrer de 1670, es va acordar el matrimoni posterior de Maria Anna, que llavors tenia nou anys, amb Lluís, el delfí de França, només un any més jove. La seva mare, que era neta d'un monarca de la dinastia borbònica, esperava que el projecte matrimonial suposés una millora dinàstica dels seus descendents. El matrimoni, negociat a Múnic a inicis de 1680, es va materialitzar el 7 de març del mateix any a Châlons-sur-Marne. L'apropament entre Baviera i França va despertar força preocupació en l'emperador Leopold I, que temia que els bavaresos poguessin atacar Àustria a través de Salzburg.
Després del matrimoni, entre les dames de la cort francesa Maria Anna va ocupar el segon lloc després de la reina i esposa de Lluís XIV. A més, era la segona representant de la casa Wittelsbach a Versalles, atesa la presència de Elisabet Carlota del Palatinat, casada amb el germà del rei, i amb la qual va desenvolupar una relació molt estreta.
Va morir a Versalles el 20 d'abril de 1690. Dels seus descendents, el seu net Lluís va regnar com a rei de França, fill del seu primogènit.

## Descendència
- El príncep Lluís de França, nat a Versalles el 1682 i mort a Versalles el 1712. Es casà a Versalles amb la princesa Maria Adelaida de Savoia el 1697.
- El rei Felip V d'Espanya, nat a Versalles el 1683 i mort a Madrid el 1746. Es casà en primeres núpcies a Torí el 1701 amb la princesa Maria Lluïsa de Savoia i en segones núpcies a Guadalajara el 1714 amb la princesa Isabel de Farnesi.
- El príncep Carles de França, nat a Versalles el 1686 i mort a Versalles el 1714. Es casà amb la princesa Lluïsa Elisabet d'Orleans el 1710 a Versalles.